# Michael Thomas
Michael Thomas (født 4. juni 1981) er en walisisk trommeslager, og tidligere medlem i metalcore-bandet "Bullet for my Valentine".